# Keltengräber Zollikon
Die sogenannten Keltengräber sind Grabstätten der Kelten aus der Hallstattzeit auf dem Gemeindegebiet von Zollikon im schweizerischen Kanton Zürich.
Die Grabhügel liegen auf dem Feufbühl, einer bewaldeten Hügelkuppe im Westen der Siedlung Zollikerberg auf einer Höhe von 636 Meter. Die Hügel aus der Hallstattzeit sind die ersten Spuren einer Besiedlung auf dem  Gemeindegebiet Zollikons. 
Zwei der ursprünglich fünf Hügel wurden 1838 von Laien angegraben und nahezu abgetragen. Über allfällige Funde ist nichts bekannt. Im August 1862 war einem dritten Versuch Erfolg beschieden. Unter der Leitung von Ferdinand Keller wurde der Haupthügel sorgfältig untersucht. Gefunden wurden innerhalb einer Steinsetzung ein Brandgrab mit mehreren Töpfen, Schalen und Tellern. Die Gefässe waren schachbrettartig und mit Kerbschnitt verziert.
Im selben Hügel fand sich 120 cm höher ein später angelegtes Körpergrab mit einer, möglicherweise zwei Bestattungen. Darin lag ein rundbodiger Bronzekessel mit einem Durchmesser von 32 cm mit zwei eisernen Ringhenkeln, ein bronzenes Gürtelblech aus einheimischer Produktion sowie Schmuckstücke wie Fibeln, bronzene und gläserne Ringe und zwei Schleifsteine. Die Funde lassen auf ein Frauengrab schliessen; eventuell stammen die Schleifsteine aus einem zweiten Grab eines Mannes. Skelettreste wurden keine gefunden. Das Hauptgrab wurde auf die Zeit um 650 v. Chr. festgelegt, das zweite Grab etwa 100 Jahre früher. 
Keller stellte fest, dass für den ersten Toten auf der damals wohl unbewaldeten Hügelkuppe mit weiter Sicht über See und Land zuerst eine Grube ausgehoben wurde, in der, wie Kohlereste zeigen, möglicherweise ein Scheiterhaufen für die Einäscherung des Toten aufgeschichtet wurde. Die Überreste wurden anschliessend in einer verzierten Urne in die Mitte des Grabes gestellt und von einem Dutzend Vorratsgefässen umgeben. Dann wurde die Grube mit einem Steinring umgeben und die Totenkammer wurde mit einer gewölbeartigen Steinkammer überdacht. Um die Basis des Hügels wurde ein Steinkreis gelegt, um die Reiche der Lebendigen und der Toten voneinander abzugrenzen. Zudem wurde das Wegschwemmen der aufgeworfenen Erde erschwert. Auf halber Höhe des Hügelgrabes entdeckte Keller zudem sieben Feuerstellen und zwischen den Feuern und der Hügelkrone einen Kranz von kleinen Menhiren.
Die Originale der Fund werden im Schweizerischen Landesmuseum aufbewahrt; im Ortsmuseum Zollikon sind Kopien ausgestellt.

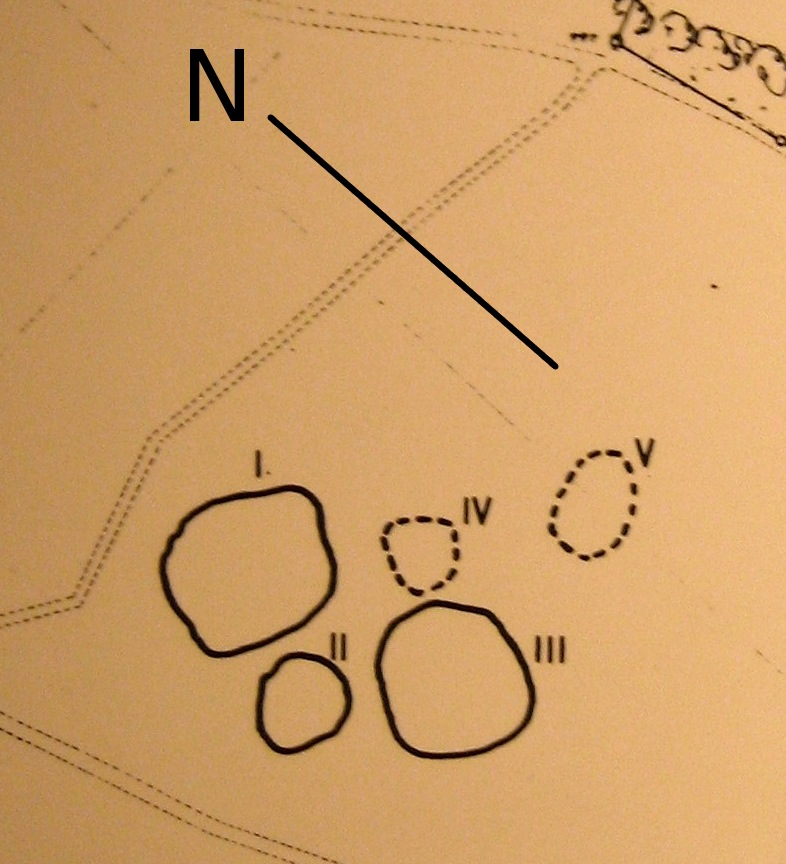
Grabhügel auf dem Feufbühl. Hügel IV und V sind kaum mehr erkennbar
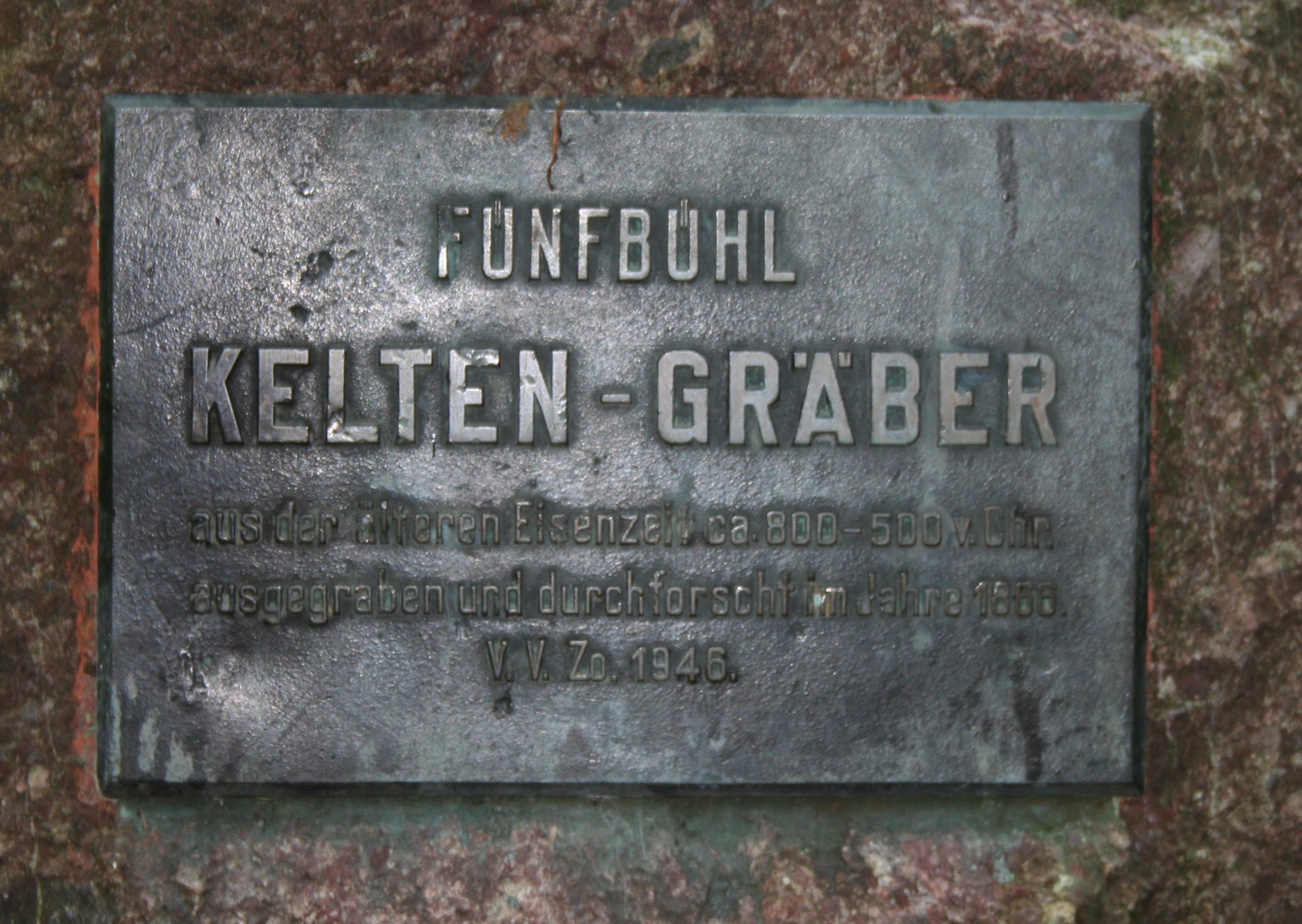
Infofafel
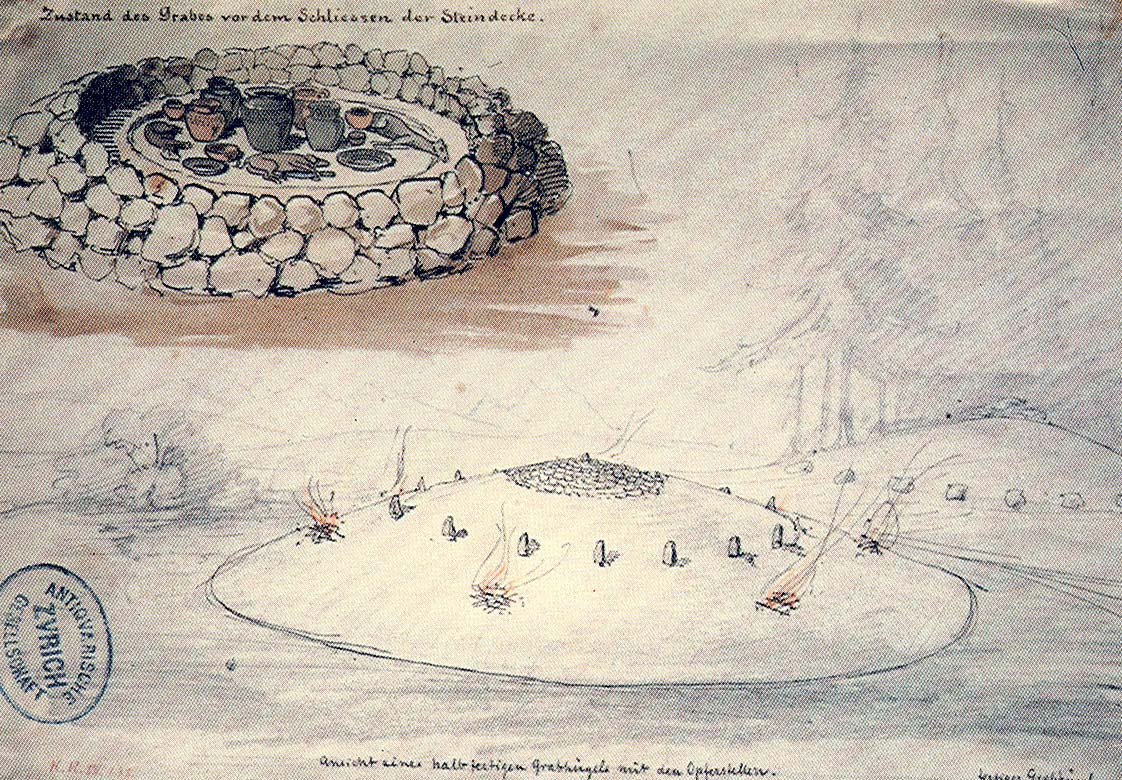
Zeichnung des Grabhügels
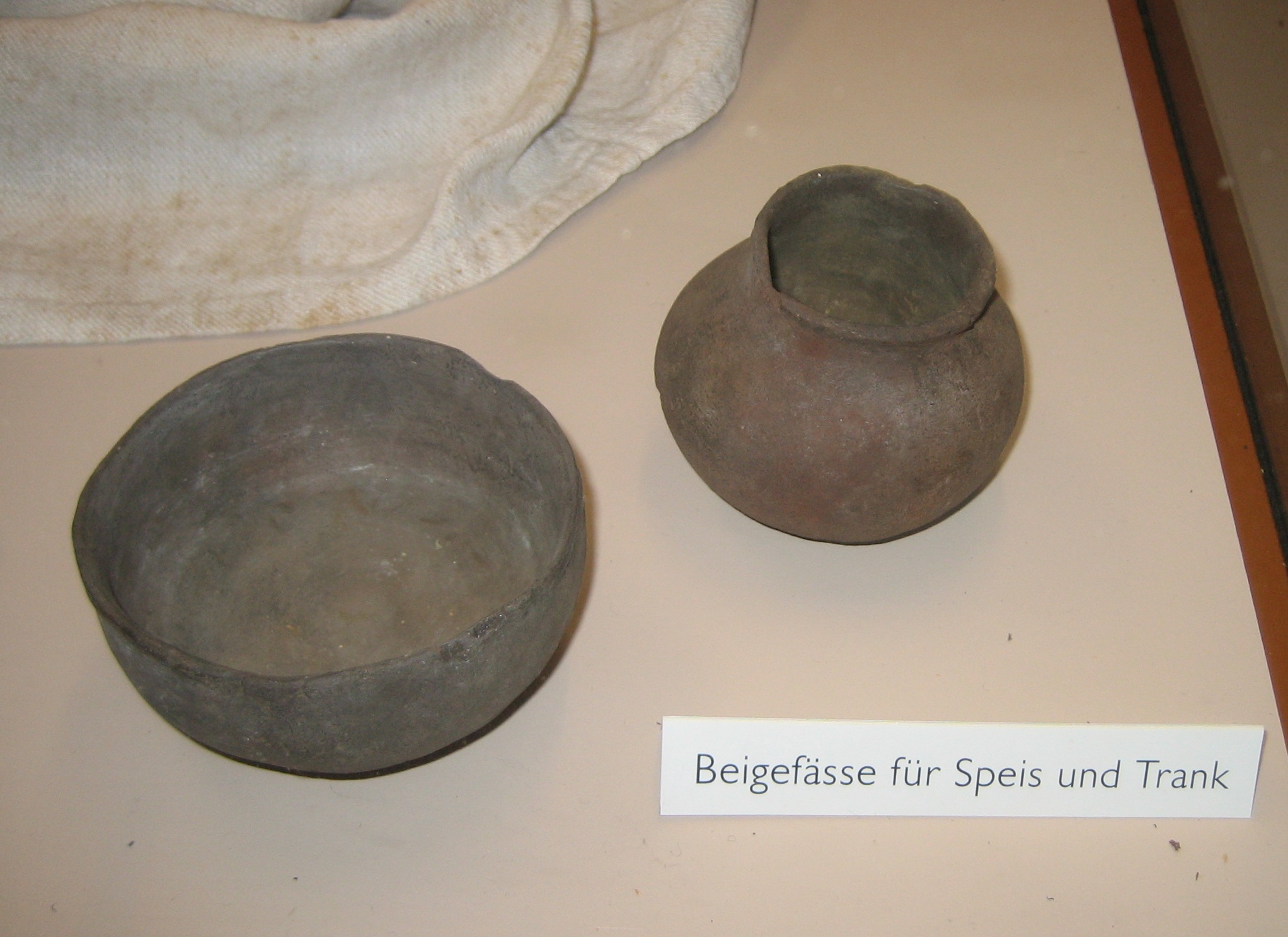
Beigefässe
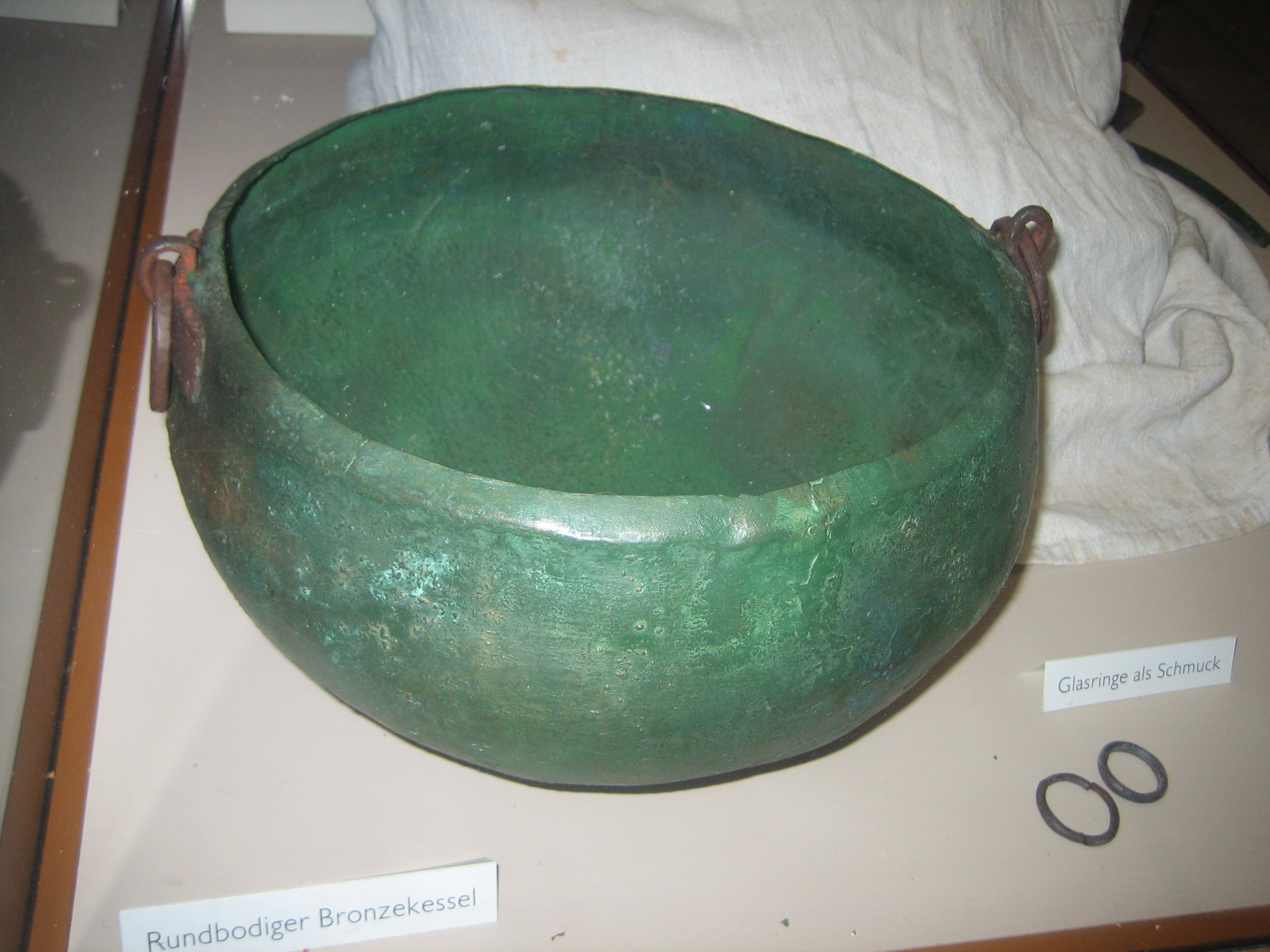
Bronzekessel